# Dave Jamerson
John David « Dave » Jamerson, né le 13 août 1967 à Clarksburg en Virginie-Occidentale, est un joueur américain de basket-ball. Il évolue aux postes d'arrière et d'ailier.